# Amministrazione per l'eredità culturale
L'Amministrazione per l'eredità culturale (문화재청?, 文化財廳?, MunhwajaecheongLR), preceduto dall'Amministrazione delle proprietà culturali, è un'agenzia della Corea del Sud incaricata di preservare, promuovere e accrescere l'eredità culturale coreana. L'Amministrazione ha la sua sede presso il complesso governativo nella città di Daejeon. Prima parte del Ministero della cultura e del turismo, è stata elevata ad agenzia sub-ministeriale nel 1999.

## Storia
L'Amministrazione per le proprietà culturali venne istituita formalmente nell'ottobre del 1961, ma le sue radici affondano nel progetto dell'Amministrazione della proprietà reali creato nel novembre 1945 dall'amministrazione americana con il nome di Ufficio degli Affari della Casa Reale, che diventa responsabile della gestione dell'eredità culturale, succedendo all'Ufficio della Dinastia Yi (Yiwangjik). La legge "Protezione delle Proprietà Culturali" del 1962 fu modellata sulla legge giapponese per la Protezione delle Proprietà culturali.
Nel giugno del 1955, l'Ufficio degli affari della Casa Reale viene riorganizzato come Ufficio delle Proprietà della Casa Reale. Nell'ottobre del 1961 viene istituito l'Ente governativo delle Proprietà Culturali, che nel luglio del 1968 passa sotto l'egida del Ministero della Cultura e dell'Informazione. Nell'aprile 1975 viene fondato l'Istituto di Ricerca dell'Eredità Culturale e il Museo del Folklore. A dicembre del 1989 viene trasferito sotto la giurisdizione del Ministero della Cultura. A gennaio del 1990 vengono fondati gli Istituti di Ricerca dell'Eredità Culturale di Gyeongju, Buyeo, Changwon e il Centro di Conservazione dell'Eredità Marittima di Mokpo. Ad ottobre del 1992 l'Ufficio del Palazzo di Deoksugung viene riorganizzato come Museo del Palazzo; incluso nel marzo del 1993 all'interno del Ministero della Cultura e dello Sport. Nel maggio 1994 il Centro di Conservazione Marittima diventa il Museo Marittimo Nazionale, che nel febbraio 1998 passa sotto la giurisdizione del Ministero della Cultura e del Turismo.
Nel maggio del 1999, in seguito ad un emendamento del governo, esso viene promosso ad Amministrazione per l'Eredità Culturale. Nel marzo del 2000 viene fondata l'Università Nazionale di Beni Culturali di Corea poi promossa ad una posizione vice-ministeriale grazie ad un emendamento del governo nel marzo del 2004. Nell'agosto del 2005 il Museo del Palazzo viene riorganizzato in Museo Nazionale della Corea e Ufficio di Management del palazzo Deoksugung; inoltre a Naju viene fondato l'Istituto di Ricerca dell'Eredità Culturale affiliato all'Istituto Nazionale di Ricerca dell'Eredità Culturale. Nel novembre del 2007 a Jungwon viene aperto l'Istituto di Ricerca dell'Eredità Culturale associato anch'esso all'Istituto Nazionale di Ricerca dei Beni Culturali. Nell'aprile del 2009 il Museo Marittimo Nazionale viene riorganizzato nell'Istituto Nazionale di Ricerca Marittima dei Beni Culturali, così come l'Ufficio dei Siti Storici e dei Beni Culturali diventando rispettivamente Uffici per la Conservazione e la Promozione dell'Eredità. Nello stesso anno viene istituito il Centro di Scienza per la Conservazione dell'Eredità Culturale presso l'Istituto Nazionale di Ricerca dell'Eredità Culturale.
Nel 2011 all'interno dell'Ente per la Promozione dei Beni viene aggiunto il Team dei Beni Culturali Esteri. Nel settembre 2012 viene avviato l'Ufficio per la Gestione delle Tombe Reali della Dinastia Joseon. Nel marzo del 2013 i team per la Conservazione delle Città Storiche e dei Beni Culturali esteri vengono rimossi. Nell'ottobre 2013 viene fondato il Centro Nazionale dell'Eredità Intangibile. Nel marzo 2014 presso l'Ente per la Conservazione dei Beni viene dato il via alle Divisioni per la Conservazione e Promozione delle Città Storiche; mentre presso il Centro Nazionale dei Beni Intangibili viene avviata la Sezione per la Promozione dei Beni Intangibili. A dicembre del 2015 prende il via presso l'Ufficio di Promozione dei Beni il Team dei Beni Culturali del Mondo. Nel maggio del 2016 viene dato vita all'Ufficio per la Gestione di Maninuichong (la tomba di 10.000 martiri della patria); mentre a novembre viene creato un Team per l'Educazione all'Eredità Culturale presso l'Ufficio per la Promozione dei Beni Culturali. Nel gennaio del 2017 presso l'Istituto Nazionale di Beni Culturali viene creata la Sezione per la Sicurezza e la Prevenzione dei Disastri; a febbraio dello stesso anno l'Istituto Nazionale di Ricerca per l'Eredità Culturale si associa all'Istituto di Ricerca di Beni Culturali di Ganghwa; a giugno infine l'Istituto Nazionale di Ricerca Marittima si adopera di una Sezione dedicata all'Eredità del Mare Occidentale. Nel gennaio 2019 viene fondato il Centro delle Tombe e Palazzi Reali.

## Amministrazione
La CHA gestisce le proprietà culturali designate come eredità dello Stato, di una città, o di una provincia. Quelle di Stato, come il Tesoro Nazionale, sono gestite direttamente dall'Amministrazione; invece per quelle nominate a livello di provincia o città la CHA si appoggia all'amministrazione locale. Essa si occupa anche di registrare i beni culturali che necessitano per la loro conservazione un'attenzione speciale. Tra gli altri compiti di cui si occupa c'è il lascito di autorizzazioni per eseguire degli scavi nelle aree protette e alterazioni dei beni di stato. Inoltre, agisce come organo sovrintendente sull'esportazione dei beni culturali. Dal punto di vista finanziario supporta economicamente la conservazione e la gestione dell'eredità culturale; mentre i sussidi del governo vengono impiegati per l'organizzazione e restaurazione dei beni di stato, insieme anche alla protezione e pubblicizzazione dell'eredità culturale intangibile. L'amministrazione inoltre si occupa direttamente dei palazzi e tombe regali della dinastia Joseon situati a Seul e nelle aree circostanti che includono Gyeongbokgung, Changdeokgung, Changgyeonggung, il tempio Jongmyo, le tombe Donggureung e Seogureung.
Il Museo Nazionale del Palazzo di Corea e l'Istituto Nazionale di Ricerca dei Beni Culturali Marittimi sono a loro volta sotto il controllo della CHA. L'Amministrazione entra in gioco anche per far sì che i beni culturali del mondo, i beni intangibili dell'umanità e la memoria del mondo entrino a far parte della lista dell'UNESCO. Attraverso il supporto dimostrato dalla CHA nei confronti delle antiche tombe del periodo Goguryeo, situate a nord, sono stati promossi scambi di beni culturali con la Corea del Nord. Tramite l'Istituto Nazionale di Ricerca dei Beni Culturali, la CHA conduce una serie di ricerche e studi per la conservazione scientifica dei beni e la loro organizzazione. La stessa Università Nazionale di Beni Culturali, specializzata nell'eredità culturale, è stata a sua volta avviata ed è gestita dalla CHA.
Nel 2010 l'Amministrazione ha partecipato al progetto di restaurazione del Gwanghwamun. Nel dicembre 2012, in seguito all'inserimento della canzone Arirang nella lista del Patrimonio Culturale Immateriale dell'UNESCO, l'Amministrazione ha annunciato un piano di cinque anni per la promozione e preservazione della canzone. Il piano prevede il supporto ai festival "Arirang" delle organizzazioni regionali, così come la creazione di un archivio per le canzoni, esibizioni e dei fondi alla ricerca. Per questo vennero stanziati 33,6 miliardi di won.